# Vogelwaterjuffer
De vogelwaterjuffer (Coenagrion ornatum) is een libellensoort uit de familie van de waterjuffers (Coenagrionidae).
De wetenschappelijke naam van de soort werd in 1850 als Agrion ornatum gepubliceerd door Edmond de Selys Longchamps.

## Synoniemen
- Agrion ornatum hastulatiformis Puschnig, 1926
- Coenagrion vanbrinkae Lohmann, 1993 ("vanbrinki")